# Józef Stiller
Józef Franciszek Edler von Stiller (ur. 8 stycznia 1859 w Rudniku, zm. 21 lub 22 lutego 1932 w Krakowie) – generał major Cesarskiej i Królewskiej armii, tytularny generał dywizji Wojska Polskiego.

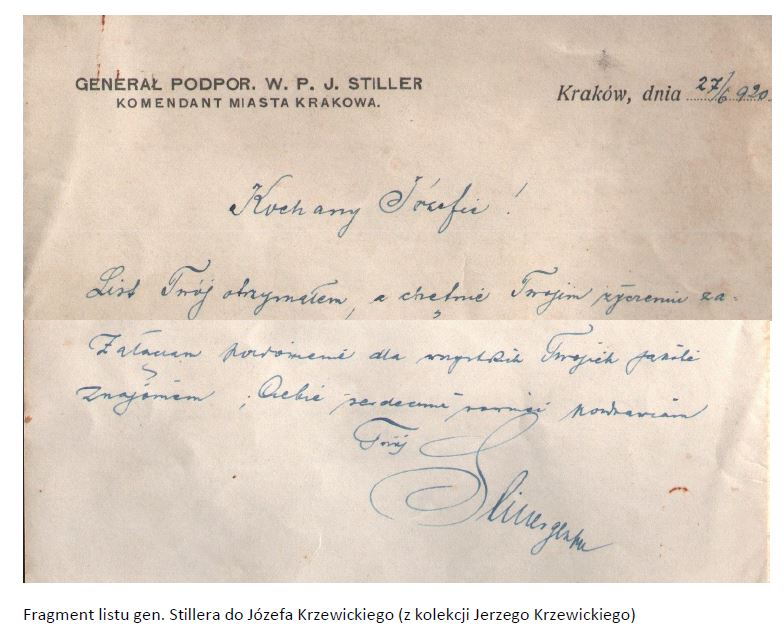
List gen. Stillera do Józefa Krzewickiego

## Młodość, służba w austriackiej armii
Urodził się jako syn Jana i Franciszki z domu Pelzer. W latach 1871–1874 pobierał nauki w gimnazjum realnym w Jarosławiu. Następnie uczęszczał do Wojskowej Wyższej Szkole Realnej w Hranicach. Od 24 stycznia 1876 roku służył w 30 Galicyjskim Regimencie Piechoty. W 1879 roku ukończył Szkołę Kadetów we Lwowie i w stopniu porucznika przydzielony został do macierzystego pułku, w którym służył do 1895 roku. Kilkukrotnie pełnił funkcję adiutanta batalionu i pułku, był też tymczasowym dowódcą kompanii. W latach 1896–1908 służy w 19 Pułku Piechoty Landwehry jako dowódca kompanii, kursu aspirantów oficerskich, a od 1906 roku jako dowódca batalionu. W latach 1908–1911 dowodzi batalionem w 9 Pułku Piechoty Landwehry. W 1911 roku służy w 60 Dywizji Haubic Polowych Landwehry, w 1912 przeniesiony do 2 Tyrolskiego Pułku Strzelców Cesarskich, którego dowództwo obejmuje 1 maja 1913 roku. Bierze udział w I wojnie światowej, początkowo na froncie rosyjskim, a w latach 1915-1916 na froncie włoskim. Dowodził wtedy tymczasowo 88 Brygadą Strzelców Krajowych, był też komendantem odcinka Tonale. Nobilitowany 31 lipca 1916 roku, w kwietniu 1917 zostaje awansowany do stopnia generała majora i otrzymuje przydział do Komendy Miasta Krakowa.
Zmarł 21 lub 22 lutego 1932 w Krakowie. Został pochowany 25 lutego na cmentarzu Rakowickim w części wojskowej w grobowcu (bez oznakowań) rodziny Dettloff (1 kwatera Wojskowy Grób nr 4).

## Awanse w austriackiej armii
- porucznik - 1879,
- nadporucznik - 1881,
- kapitan drugiej klasy - 1893,
- kapitan pierwszej klasy - 1895,
- major - 1906,
- podpułkownik - 1910,
- pułkownik - 1 maja 1913,
- generał major - kwiecień 1917.

## Służba w Wojsku Polskim
Do WP przyjęty na mocy dekretu Naczelnego Dowództwa z dnia 1 marca 1919 roku w stopniu generała podporucznika. Od dnia 13 lutego 1919 roku pełni funkcję komendanta miasta Krakowa, potem również dowódcy Obozu Warownego Kraków. Od 10 maja 1920 zastępca dowódcy OGen. Kraków. Był członkiem Komitetu Wykonawczego Komitetu Obrony Państwowej w Krakowie w 1920 roku. W stan spoczynku przeszedł 1 kwietnia 1921 roku. Zatwierdzony w stopniu tytularnego generała dywizji przez prezydenta Stanisława Wojciechowskiego dekretem z dnia 26 października 1923 roku.

## Życie prywatne
Generał Stiller był zapalonym myśliwym. W 1924 roku założył (i był do śmierci prezesem) Towarzystwo im. św. Huberta w Krakowie, był współzałożycielem Towarzystwa Łowieckiego Województwa Krakowskiego i pierwszym prezesem jego Wydziału Wykonawczego. W latach 20. był prezesem Małopolskiego Towarzystwa Łowieckiego w Krakowie. Był też współautorem wprowadzonej w 1927 roku ustawy łowieckiej. Własnym kosztem przeprowadził remont obiektów krakowskiego Bractwa Kurkowego i z tego powodu otrzymał honorowe członkostwo i funkcję wiceprezesa bractwa. Generał był żonaty, miał trzech synów i córkę.